# Donna Wilkins
Donna Wilkins (29 de abril de 1978) é uma basquetebolista e jogadora de netball neozelandesa.

## Carreira
Donna Wilkins integrou a Seleção Neozelandesa de Basquetebol Feminino em Atenas 2004, terminando na oitava posição.